# إميلي سيسون
إميلي سيسون (ولدت في 12 أكتوبر 1991) هي عداءة مسافات طويلة أمريكية، حققت الرقم القياسي لأمريكا الشمالية في الماراثون في 9 أكتوبر 2022، عندما ركضت 2:18:29 لتحتل المركز الثاني في ماراثون شيكاغو. كما احتفظت سيسون بالرقم القياسي الأمريكي في نصف الماراثون من مايو 2022 حتى يوليو 2023. مثلت الولايات المتحدة في سباق 10000 متر في بطولة العالم لألعاب القوى 2017 وبطولة العالم لألعاب القوى 2019، وحصلت على المركزين التاسع والعاشر. في يونيو 2021، فازت بسباق 10000 متر في التجارب الأولمبية الأمريكية 2020 واحتلت المركز العاشر في نهائي 10000 متر في دورة الألعاب الأولمبية الصيفية 2020. في عام 2024، احتلت المركز الثاني في الماراثون في التجارب الأولمبية الأمريكية، وتأهلت لدورة الألعاب الأولمبية الصيفية 2024. تنافست في ماراثون السيدات في الألعاب الأولمبية الصيفية 2024 في باريس، حيث احتلت المركز الثالث والعشرين.
في المرحلة الثانوية حطمت سيسون الرقم القياسي الوطني الأمريكي لطالبات المدارس الثانوية في سباق 5000 متر بزمن قدره 15:48.91. كما فازت بالميدالية البرونزية في بطولة عموم أمريكا لألعاب القوى للناشئين لعام 2007. وخلال دراستها في كلية بروفيدنس، فازت ببطولة الرابطة الوطنية لرياضة الجامعات مرتين في سباق 5000 متر، وحققت الرقم القياسي الجامعي للسيدات في الصالات المغلقة في نفس السباق. بالإضافة إلى ذلك فازت سيسون بالعديد من الألقاب الوطنية في سباقات الطرق من 5 إلى 20 كيلومترًا. 